# ITunes
Het programma iTunes is een digitale mediaspeler die door Apple op 9 januari 2001 werd geïntroduceerd tijdens de Macworld Conference & Expo in San Francisco. Met iTunes kunnen digitale muziek- en videobestanden afgespeeld worden. Het programma is ook een interface om de inhoud van de iPod, iPhone of iPad te beheren. Ook kan het programma, via een internetverbinding met de iTunes Store, digitale muziek, televisieshows, iPod-spellen, iPod-software, audioboeken, verscheidene podcasts en films downloaden. Ten slotte is het programma ook in staat om muziek van een cd te importeren.
Begin 2013 waren er reeds 25 miljard nummers gedownload via iTunes.
Op het WWDC in 2019 werd het einde van het programma aangekondigd. In macOS Catalina werd de functionaliteit opgesplitst in drie aparte applicaties, namelijk Apple Music, Podcasts en de Apple TV-app.

## Kenmerken
Het programma iTunes maakte deel uit van de eerste versies van Apples softwarepakket iLife. Tegenwoordig is iTunes gratis verkrijgbaar voor macOS- en Windows-computers.
Het programma is gericht op het eenvoudig beheren van een bibliotheek met audio- en videobestanden. ITunes biedt diverse mogelijkheden om te zoeken in de verzameling. Zo kan er gezocht worden op titel, componist en album. Verder is het mogelijk de hoezen van cd's te importeren waarna er door de cd's kan worden gebladerd alsof er een rij met fysieke cd's aanwezig is.
Het is ook mogelijk om speellijsten aan te maken. Deze kunnen worden gebruikt op een iPod, iPhone of iPad maar kunnen in de vorm van een iMix ook neergezet worden op de iTunes Store.
Het programma iTunes kan een bibliotheek automatisch synchroniseren met een iPod, iPhone of iPad.
Apples multimediaprogramma QuickTime wordt door iTunes gebruikt voor de audio- en videocodecs. Sinds versie 4.9 ondersteunt iTunes podcasten

## ITunes Plus

### DRM-vrij
Oorspronkelijk werden de nummers beschermd met het FairPlay DRM. 
In 2003 werd door derden het programma QTFairUse uitgebracht om het DRM van iTunes te omzeilen.
Op 6 januari 2009 kondigde Apple op de MacWorld Conference & Expo aan dat voortaan alle muziek in de iTunes Store DRM-vrij zal zijn in het zogenaamde iTunes Plusformaat.
Dit houdt in dat alle nieuwe aankopen, zowel nieuw als oud materiaal, in de volle 256kbps-kwaliteit wordt geboden en dat alle bestaande (al aangekochte) beveiligde nummers, tegen een geringe vergoeding, ook kunnen worden geüpgraded naar de nieuwe verbeterde (iTunes Plus-)kwaliteit. De muziek kan dan zonder restricties worden gekopieerd, opnieuw geconverteerd en zo vaak gebrand worden als men dat zelf wil. Wel blijft, zoals voorheen, de muziek voorzien van een zogenaamde tag, waardoor Apple en aanverwante organisaties de muziek altijd kunnen identificeren en herleiden naar iemands iTunes Store-account. Een en ander heeft natuurlijk te maken met auteursrechten, want mocht iemand iTunes' muziek via Limewire en dergelijke verspreiden, dan kan door eenvoudig onderzoek worden vastgesteld wie de muziek heeft aangeschaft en kan die persoon eventueel gerechtelijk worden vervolgd.

### Prijsklassen
Samen met iTunes Plus introduceerde Apple nieuwe prijsklassen voor muziek die in iTunes wordt aangeschaft. Op 7 april 2009 is tezamen met de voltooiing van de overschakeling naar iTunes Plus de nieuwe prijsklasse-indeling van € 0,69, € 0,99 en € 1,29 per nummer ingevoerd. De prijzen worden bepaald aan de hand van wat de muzieklabels doorberekenen aan Apple. Nieuwe en populaire liedjes kosten vanaf dat moment € 1,29 terwijl het wat oudere materiaal zakte naar € 0,69 en een ander deel € 0,99 bleef. De meeste albums bleven € 9,99 kosten, waar een deel van de albums echter naar 7 à 8 euro ging.
Vanaf 1 oktober 2011 zijn er ook films en HD-films te downloaden via de iTunes Store in Nederland en België.